# Köln
Köln (kölnsko Kölle, slovenski poskus, ki pa ni obstal, tudi Kelmorajn) je največje mesto v nemški zvezni deželi Severno Porenje - Vestfalija in četrto največje mesto v Nemčiji (po Berlinu, Hamburgu in Münchnu). Nahaja se v metropolitanski regiji Ren-Ruhr, ki je ena največjih evropskih metropolitanskih regij in največja v Nemčiji z več kot desetimi milijoni prebivalcev.
Köln leži na obeh straneh reke Ren, manj kot osemdeset kilometrov od Belgije. Znana stolnica v Kölnu (Kölner Dom) je sedež katoliškega nadškofa v Kölnu. Univerza v Kölnu (Universität zu Köln) je ena najstarejših in največjih evropskih univerz. 
Köln je bil ustanovljen na ozemlju Ubiiev v prvem stoletju našega štetja, kot rimska Colonia Claudia Ara Agrippinensium, od katere je dobil ime.  »Cologne«, francoska različica imena mesta, je postal standardna tudi v angleščini. Mesto je delovalo kot glavno mesto rimske province Spodnja Germanija (Germania Inferior) in kot sedež rimske vojske v regiji, dokler ga niso leta 462 zasedli Franki. V srednjem veku so skozenj potekale najpomembnejše glavne trgovske poti med vzhodom in zahodom Evrope. Köln je bil eden od vodilnih članov hanzeatski mest in med največjimi mesti severno od Alp v srednjeveških in renesančnih časih. Do druge svetovne vojne je mesto doživel več zasedb, od Francozov in tudi Britancev (1918-1926). Köln je bilo med drugo svetovno vojno med najbolj bombardiranimi mesti v Nemčiji, Royal Air Force (RAF) je odvrgel na mesto 34.711 dolgih ton bomb.  Bombardiranje je zmanjšalo populacijo za 95%, predvsem zaradi evakuacije in uničilo skoraj celotno mesto. Z namenom ponovne vzpostavitve čim več zgodovinskih stavb, je uspešna povojna obnova povzročila zelo različne in edinstvene poglede.
Köln je velik kulturni center v Porenju. Gosti več kot trideset muzejev in stotine galerij. Razstave segajo od lokalnih, rimskih arheoloških najdb do sodobne grafike in kiparstva. Kölnski sejem gosti številne razstave, kot na primer Art Cologne, imm Cologne, Gamescom, in Photokino.

## Zgodovina

### Rimski Köln
Prvo urbano naselje na mestu današnjega Kölna je bil Oppidum Ubiorum, ustanovljen leta 38 pred našim štetjem, ki so ga ustanovili Ubiji, germani cisrhenani, germansko ljudstvo. V letu 50 n. št. so Rimljani ustanovili kolonije ob Renu in je leta 85 mesto postalo pokrajinsko središče Spodnje Germanije.  Mesto je dobilo ime Colonia Claudia Ara Agrippinensium. V današnjem Kölnu najdemo precej rimskih ostankov, še posebej v bližini območja pristanišča, kjer je bilo konec leta 2007 opazno odkritje 1900 let stare rimske ladje.  Od 260 do 271 je bil Köln glavno mesto galskega cesarstva pod Postumom, Marijem in Viktorinom. V 310 pod Konstantinom je bil zgrajen most čez Ren. Rimski cesarski guvernerji so prebival v mestu, zato je postalo eno najpomembnejših trgovskih in proizvodnih centrov v rimskem cesarstvu severno od Alp.
Maternus, ki je bil izvoljen za škofa leta 313, je bil prvi znani škof v Kölnu. Mesto je bilo glavno mesto rimske province, dokler ga niso leta 462 zasedli Franki pod vodstvom Ripuariana. Pod mestom so ohranjeni deli prvotne rimske kanalizacije, z novim kanalizacijskim omrežjem, ki so ga začeli graditi leta 1890.

### Srednji vek
Zgodnjesrednjeveški Köln je bil del  Avstrazije v frankovskem cesarstvu. Köln je bil sedež škofa od rimske dobe dalje. Pod Karlom Velikim, leta 795, je bil škof Hildebold povišan v nadškofa. Leta 843 je v Verdunski pogodbi postal mesto  Vzhodnofrankovske države.
Leta 953 so nadškofje Kölna prvič dobili posvetno oblast, ko je škofa Bruna za vojvodo imenoval njegov brat Otto I., nemški kralj. Da bi oslabili posvetno plemstvo, ki je grozilo s svojo močjo, je Otto I. obdaril Bruna in njegove naslednike s pristojnostmi posvetnih knezov, s čimer so postali volilni knezi novega volilnega okrožja Köln, sestavljenega iz premoženja nadškofije in na koncu pasu ozemlja ob levem bregu Rena, vzhodno od Jülicha, kot tudi vojvodstva Vestfalija na drugi strani Rena, onstran grofij Berg in Mark. Do konca 12. stoletja je bil nadškof v Kölnu eden od sedmih volilnih knezov Svetega rimskega cesarstva. Poleg tega je bil knezoškof tudi nad-kancler Italije, tehnično od 1238 in trajno od 1263 do 1803.
Po bitki pri Worringenu leta 1288 je Köln dobil svojo neodvisnost od nadškofov in postal svobodno cesarsko mesto. Nadškof Sigfried II. von Westerburg je bil prisiljen v izgnanstvo v Bonn.  Nadškof pa je ohranil pravico do smrtne kazni. Tako se je občinski svet (stroga politična opozicija proti nadškofu) zanesel nanj v vseh zadevah kazenskega pravosodja. To pravno stanje je trajalo do francoske osvojitve Kölna.
Poleg gospodarskega in političnega pomena, je Köln postal tudi pomembno središče srednjeveškega romanja, ko je nadškof Rainald iz Dassla leta 1164 (po tem, ko so bile zajeti iz Milana) prinesel relikvije treh modrecev v stolnico v Kölnu. Poleg treh kraljev Köln ohranja še relikvije sv. Uršule in Albertusa Magnusa. 
Lokacija Kölna ob reki Ren je postavljena na stičišču glavnih trgovskih poti med vzhodom in zahodom, kakor tudi glavne trgovske poti Zahodne Evrope, od juga do severa od severne Italije do Flandrije. Ti dve trgovski poti sta bili osnova za rast mesta. Leta 1300 je imelo mesto že 50.000-55,000 prebivalcev. Član hanzeatske zveze je postal leta 1475, ko je Friderik III. potrdil cesarsko neposrednost. 

### Zgodnja moderna zgodovina
Gospodarske strukture srednjeveškega in novoveškega Kölna je bila značilna za mesto kot glavnega pristanišča in prometnega vozlišča na Renu. Obrtniki so bili organizirani v cehe, ki so jih samostojno upravljali, nekateri so bili izključno za ženske.
Kot svobodno cesarsko mesto, je bil Köln suverena država v Svetem rimskem cesarstvu in kot tak imel pravico (in dolžnost), da ima svojo vojaško silo. Ker so nosili rdečo uniformo, so bili ti vojaki znan kot Rote Funken (rdeče iskre). Ti vojaki so bili del vojske Svetega rimskega cesarstva (Reichskontingent) in so se borili v vojnah v 17. in 18. stoletja, vključno z vojnami proti revolucionarni Franciji, ko je bila majhna sila skoraj popolnoma uničena. Tradicija teh vojakov je ohranjena kot vojaška persiflaža (smešenje) najbolj izstopajoče pustne skupine, Rote Funken. 
Svobodno mesto Köln se ne sme zamenjati z nadškofijo Köln, ki je bila država znotraj Svetega rimskega cesarstva. Od druge polovice 16. stoletja so bili nadškofje sestavljen iz Bavarske dinastije Wittelsbach. Zaradi svobodnega statusa Kölna, nadškofom običajno niso dovolili vstopa v mesto. Tako so se naselili v Bonnu in kasneje v Brühlu po Renu. Kot člani vplivne in močne družine in podpore njihovega izjemnega statusa volilnih knezov, so nadškofje Kölna v 17. in 18. stoletju večkrat izpodbijali in grozili svoboden status Kölna, kar je postalo zelo zapleteno, pritisk so izvajali po diplomatski poti in s propagando kot tudi preko Vrhovnega sodišča Svetega rimskega cesarstva.

### Od 19. stoletja do druge svetovne vojne
Köln je izgubil svoj status svobodnega mesta v obdobju francoske okupacije. Po mirovni pogodbi iz Lunevilla (1801) so bila vsa ozemlja Svetega rimskega cesarstva na levem bregu Rena uradno vključena v Francosko prvo republiko (ki je že zasedla Köln leta 1794). Tako je ta regija kasneje postala del Napoleonovega imperija. Köln je bil del francoskega departmaja Roer (imenovan po reki Roer, nemško Rur) z Aachnom (francosko Aix-la-Chapelle) kot glavnim mestom. Francoska posodobitev javnega življenje, na primer z uvedbo Code civil in odstranjevanje moči stare elite. Napoleonova code civil je ostala v uporabi na levem bregu Rena do leta 1900, ko je bil uveden enoten civilni zakonik (Bürgerliches Gesetzbuch) v nemškem cesarstvu. Leta 1815 na kongresu na Dunaju, je Köln postal del Kraljevine Prusije, najprej v provinci Jülich-Cleves-Berg in nato Renski provinci.
Stalne napetosti med rimskokatoliškim Porenjem in večinoma protestantsko prusko državo se je znova zaostril in Köln je bil v središču spora. Leta 1837 je bil kölnski nadškof, Clemens Avgust von Droste-Vischering aretiran in zaprt za dve leti po sporu glede pravnega statusa zakonskih zvez med protestanti in katoliki (Mischehenstreit). Leta 1874, v času Kulturkampfa je bil nadškof Paul Melchers zaprt pred odhodom v zatočišče na Nizozemskem. Ti spori so odtujili katoliško prebivalstvo od Berlina in prispevali h globoki proti pruski zameri, ki je bila še vedno velika, po drugi svetovni vojni, ko je nekdanji župan Kölna, Konrad Adenauer, postal prvi zahodnonemški kancler.
V 19. in 20. stoletju je Köln absorbiral številna okoliška mesta in se pred prvo svetovno vojno že povečal na 700.000 prebivalcev. Industrializacija je spremenila mesto in spodbudila njegovo rast. Proizvodnja vozil in motorjev je bila še posebej uspešna, čeprav je bila težka industrija manj vseprisotna kot v Porurju. Stolnico so začeli graditi leta 1248, vendar so jo opustili so okoli 1560 in na koncu končali leta 1880, ne le kot kraj čaščenja, ampak tudi kot nemški nacionalni spomenik v počastitev novoustanovljenega nemškega cesarstva in kontinuitete nemškega naroda že od srednjega veka. Nekatera območja zgodovinske mestne dediščine so porušili (na primer mestno obzidje ali je območje okoli stolnice) in včasih nadomestili s sodobnimi stavbami.
Köln je bila imenovan za eno od utrdb nemške konfederacije.  To ga je spremenilo v močno oboroženo trdnjavo (nasprotno francoskim in belgijskim utrdbam iz Verduna in Lièga) z dvema linijama utrdb okoli mesto, ostanke katerih je mogoče videti vse do danes.  To je predstavljalo veliko oviro za razvoj mesta, saj so utrdbe, bunkerji in široki obrambni strelski jarki popolnoma obkrožali mesto in preprečevali širjenje. To je povzročilo zelo gosto naseljeno območje v mestu samem.
Med prvo svetovno vojno je bil Köln tarča številnih manjših zračnih napadov, vendar ni utrpel znatne škode. Zasedala ga je britanska vojska do leta 1926, v skladu s pogoji iz premirja in kasnejše versajske mirovne pogodbe. 
V nasprotju s krutim obnašanjem francoskih okupacijskih sil v Nemčiji, so bile britanske sile milejše za lokalno prebivalstvo. Konrad Adenauer, župan Kölna od leta 1917 do leta 1933 in kasneje zahodnonemški kancler je priznal politični vpliv tega pristopa, zlasti zato, ker je Britanija nasprotovala francoskim zahtevam po stalni okupaciji celotnega Porenja.
Kot del demilitarizacije Porenja so mestne utrdbe razstavili. To je bila priložnost za oblikovanje dveh zelenih pasov (Grüngürtel) po mestu s spremembo utrdb in njihovih strelskih polj v velike javne parke. To ni bilo končano do leta 1933. Leta 1919 je bila Univerza v Kölnu, ki so jo Francozi zaprli leta 1798, ponovno odprta. Nadomestila je izgubo Univerze v Strasbourgu, na zahodnem bregu reke Ren, ki se je vrnila v Francijo z ostalo Alzacijo. Köln je bil srečen v času Weimarske republike (1919-33), Dosežen je bil napredek zlasti v javnem upravljanju, urbanizmu, stanovanjskih in socialnih zadevah. Projekt socialnih stanovanj je bil obravnavan zgledno in posnemal druga nemška mesta. Köln je tekmovali za gostitelja olimpijskih iger, sodoben stadion je bil postavljen v Müngersdorfu. Ko se je britanska zasedba končala, je prepoved civilnega letalstva dvignila letališče, ki je kmalu postalo središče za nacionalni in mednarodni zračni promet, drugo v Nemčiji za letališčem Berlin Tempelhof.
Demokratične stranke so izgubile na lokalnih volitvah v Kölnu marca 1933 za nacistično stranko in drugimi desno usmerjenimi strankami. Nacisti so nato aretirali člane komuniste in socialne demokrate, župan Adenauer je bila zavrnjen. V primerjavi z nekaterimi drugimi večjimi mesti pa so nacisti nikoli niso dobili odločilne podpore. Do leta 1939 je število prebivalcev naraslo na 772.221.

### Druga svetovna vojna
Med drugo svetovno vojno je bil Köln sedež komande vojaškega območja (Militärbereichshauptkommandoquartier) za vojaško okrožje (Wehrkreis) VI Münster. Köln je bil pod poveljstvom general-Lieutenanta Freiherr Roeder von Diersburga, ki je bil odgovoren za vojaške operacije v Bonnu, Siegburgu, Aachenu, Jülichu, Dürenu in Monschau. Köln je bil sedež 211. pehotnega polka in 26. artilerijskega polka.
V bombnem napadu na Köln v drugi svetovni vojni je utrpel 262 zračnih napadov  zahodnih zaveznikov, ki so povzročili približno 20.000 civilnih žrtev in skoraj popolnoma uničili osrednji del mesta. V noči na 31. maja 1942, je bil Köln tarča operacije "Millennium", prvih 1000 bombnikov Royal Air Force. 1046 težkih bombnikov je napadlo svoj cilj s 1455 tonami eksploziva, približno dve tretjini od tega zažigalnega.  Ta napad je trajal približno 75 minut, uničenih je bilo 243 ha pozidanega območja, ubitih 486 civilistov in 59.000 ljudi je ostalo brez strehe nad glavo.
Köln je zavzela ameriška prva armada v začetku marca 1945.  Do konca vojne je bila populacija v Kölnu zmanjša za 95 odstotkov. Ljudje so množično bežali predvsem na bolj podeželska območja. Enako se je zgodilo v mnogih drugih nemških mestih v zadnjih dveh letih vojne. Do konca leta 1945 pa se je prebivalstvo že povzpelo na približno 500.000.
Do konca vojne je bilo 11000 Judov v Kölnu deportiran ali je umrl pod Nacisti. Šest sinagog v mestu je bilo uničenih. Sinagoga na Roonstrasse je bila obnovljena leta 1959.

### Köln danes
Kljub statusu Kölna kot največjega mesta v regiji, je bil bližnji Düsseldorf izbran kot politično središče zvezne dežele Severno Porenje - Vestfalija. Bonn je bil izbran kot začasno zvezno glavno mesto (provisorische Bundeshauptstadt) in sedež vlade Zvezne republike Nemčije (takrat neformalno Zahodna Nemčija). Kölnu je koristilo, da je bil v sendviču med dvema pomembnima političnima centroma. Mesto je postalo - in še vedno je - sedež številnih zveznih organov in organizacij. 
Leta 1945 je arhitekt in urbanist Rudolf Schwarz imenoval Köln »največji kup ruševin na svetu«. Schwarz je oblikoval glavni načrt za obnovo leta 1947, ki je vključeval gradnjo več novih prometnih poti skozi središče mesta, zlasti cesto "sever-jug". Glavni načrt je upošteval dejstvo, da bi se lahko kmalu po vojni povečal avtomobilski promet. Načrti za nove ceste so že, do neke mere, razvili pod upravo Nacistov, vendar je dejanska gradnja postalo lažja, ko je bila večina centra mesta v ruševinah.
Uničenje 95% centra mesta, vključno znanih dvanajst romanskih cerkva, kot so St. Gereon, Veliki sv. Martin, St. Maria im Kapitol in več drugih spomenikov, je pomenila ogromno izgubo kulturnih zakladov. Obnova teh cerkva in drugih znamenitosti, kot je dvorana Gürzenich, ni bilo sporno med vodilnimi arhitekti in umetnostni zgodovinarji, vendar v večini primerov je prevladal civilni namen. Rekonstrukcija je trajala do leta 1990, ko je bila končana romanska cerkev sv. Kuniberta.
Leta 1959 je mesto spet doseglo predvojne številke. Nato je enakomerno raslo na več kot 1 milijon, od leta 1975 do sredine leta 2010 je spet preseglo 1 milijon prebivalcev.

### Po združitvi
V 1980-ih in 1990-ih je Köln gospodarsko napredoval iz dveh glavnih razlogov. Prvi je bila rast števila medijskih podjetij, tako v zasebnem in javnem sektorju; še posebej je bilo poskrbljeno za novo razvit Media Park, ki ustvarja močno vizualno kontaktno točko v središču Kölna in vključuje Köln Turm, eno najvidnejših visokih zgradb. Drugi je bilo stalno izboljševanje raznolike prometne infrastrukture, zaradi česar je Köln eno od najbolj enostavno dostopnih mestnih območjih v srednji Evropi.
Zaradi gospodarske uspešnosti Kölnskega sejma, mesto organizira veliko sejmov. Prvotne zgradbe iz leta 1920 so v najemu RTL, največje nemške zasebne televizijske hiše.

## Geografija
Metropolitansko območje obsega več kot 405 kvadratnih kilometrov, ki poteka okoli osrednjo točke, ki leži na 50° 56' 33 širine in 6° 57' 32 dolžine. Najvišja mestna točka je 118 m nad morsko gladino (Monte Troodelöh), najnižja točka je 37,5 m nad morsko gladino (v Worringer Bruch). Mesto Köln se nahaja v širšem območju v Kölnske nižine, ki ima obliko stožca na območju jugovzhodne Vestfalije, med Bonnom, Aachnom in Düsseldorfom.

### Okrožja
Köln je razdeljen na 9 okrajev (Stadtbezirke) in 85 mestnih delov (Stadtteile): [24

### Podnebje
Köln je eno najtoplejših mest v Nemčiji. Ima zmerno-oceansko podnebje s hladnimi zimami in toplimi poletji. Je tudi eno najbolj oblačnih mest v Nemčiji, s samo 1427 urami sonca na leto. Njegova povprečna letna temperatura je 10,3 °C: 14,8 °C čez dan in 5,8 °C ponoči. V januarju je povprečna temperatura je 2,6 °C, medtem ko je povprečna temperatura v juliju je 18,8 °C. Padavine so enakomerno porazdeljene skozi vse leto.

### Zaščita pred poplavami
Köln je redno prizadet zaradi poplav od Rena in velja za najbolj poplavno evropsko mesto. Mestna agencija (Stadtentwässerungsbetriebe Köln) upravlja obsežen sistem za nadzor poplav, ki vključuje tako stalne in mobilne zaščitne zidove, varstvo pred dvigom vode za zgradbe v bližini rečnih bregov, spremljanje in napovedovanje sistema, črpalne postaje in programe za ustvarjanje in zaščito poplavnih površin in rečnih nasipov. Sistem je bil preoblikovan po poplavi leta 1993, ki je povzročil večje poškodbe.

## Demografija
V rimskem imperiju je bilo mesto veliko in bogato s populacijo 40.000 med letoma 100-200. Mesto je imelo leta 1200 že 50.000 prebivalcev. 
Köln je četrto največje mesto v Nemčiji v smislu števila prebivalcev po Berlinu, Hamburgu in Münchnu. 30. junija 2011 je bilo uradno 1.010.269 prebivalcev. Je jedro metropolitanskega območja Köln / Bonn z okoli 3 milijone prebivalci.
17,2 odstotka prebivalstva v Kölnu je nenemška. Največja skupina, 6,3 odstotka celotnega prebivalstva, je turška. Septembra 2007 je bilo približno 120.000 muslimanov, večinoma turškega izvora. Köln ima tudi eno izmed najstarejših in največjih judovskih skupnosti v Nemčiji.

## Podoba mesta
Notranja mesto Köln je bilo popolnoma uničeno med drugo svetovno vojno. Obnova mesta je sledila slogu 1950-ih, ob upoštevanju stare postavitve in poimenovanja ulic. Tako so danes značilne preproste in skromne povojne zgradbe, z nekaj vmes ležečimi predvojnimi zgradbami, ki so bile obnovljene zaradi svojega zgodovinskega pomena. Nekatere zgradbe v "Wiederaufbauzeit" (era obnove), na primer operna hiša, delo Wilhelma Riphahna, se danes obravnava kot klasika moderne arhitekture. Vendar je brezkompromisni slog operne hiše in drugih sodobnih zgradb ostal sporen.
Zelene površine predstavljajo več kot četrtino Kölna, s približno 75 m2 javnih zelenih površin na vsakega prebivalca.

## Znamenitosti

### Cerkve
- Stolnica v Kölnu (nemško: Kölner Dom) je najbolj znan mestni spomenik in najbolj priljubljena točka stanovalcev Kölna. To je gotska cerkev, ki se je začela graditi leta 1248 in zaključila leta 1880. Leta 1996 je bila vključena na seznam Unescove svetovne dediščine; v njej so relikvije Treh kraljev. Prebivalci Kölna včasih imenujejo stolnico kot »večno gradbišče« (die ewige Baustelle).
- Dvanajst romanskih cerkva: Te zgradbe so izjemni primeri srednjeveške cerkvene arhitekture. Izvor nekaterih sega v rimsko dobo. Najbolj nenavadna je sv. Gereon (pred letom 612), ki je bila prvotno kapela na rimskem pokopališču, ima desetstranski fino narebren zvonik (dekagonom), najstarejša je sv. Pantaleon iz 10. stoletja. Z izjemo sv. Marije Lyskirchen (okoli 948), so bile vse te cerkve zelo hudo poškodovane med drugo svetovno vojno. Obnova je bila končana šele leta 1990. Druge so še: sv. Andrej (okoli 974), sv. Apostoli (9. st.), sv. Cecilija (9. st.), sv. Jurij (11. st.), sv. Kunibert (1247), sv. Marija na Kapitolu (okoli 690), Veliki sv. Martin (10. st.), sv. Severin (4. st.) in sv. Uršula (zgodnje 5. stoletje).

- Stolnica
- Cerkev Velikega sv. Martina
- Bazilika sv. Severina
- Cerkev vnebovzete
- Cerkev svete Trojice
- sv. Gereon
- sv. Maria Lyskirchen
- sv. Pantaleon

### Srednjeveške zgradbe
Kölnska mestna hiša (Kölner Rathaus), zgrajena v 12. stoletju, je najstarejša mestna dvorana v Nemčiji še vedno v uporabi.  Loža v renesančnem slogu in stolp sta bila dodana v 15. stoletju. Druge znane zgradbe so še Gürzenich, hiša Saaleck in Overstolzenhaus
- Mestna hiša
- Gürzenich
- Overstolzenhaus

### Srednjeveška mestna vrata
Od 12 srednjeveških mestnih vrat stojijo še samo Eigelsteintorburg na Ebertplatz, Hahnentor na Rudolfplatz in Severinstorburg na Chlodwigplatz.
- Eigelsteintor
- Hahnentor
- Severinstor

### Mostovi
Več mostov prečka Ren v Kölnu. To so (od juga proti severu): most Rodenkirchen, Južni most (železnica), most Severin, most Deutz, most Hohenzollern (železnica), Zoo most (Zoobrücke) in most Mülheim. Zlasti železni ločni most Hohenzollern (Hohenzollernbrücke) obvladuje nabrežje. Prehod posebne vrste zagotavlja žičnica (Kölner Seilbahn), ki teče čez Ren med Živalskim vrtom v Riehlu in Rheinpark v Deutzu.

### Nebotičniki
Najvišja zgradba v Kölnu je Colonius telekomunikacijski stolp z 266 m. Opazovalno nadstropje je zaprto od leta 1992. Drugi taki objekti so še Hansahochhaus (ki ga je zasnoval arhitekt Jacob Koerfer in je bil zgrajen leta 1925, takrat najvišja evropska poslovna stavba), Kranhaus na Rheinauhafen in Messeturm.

## Kultura
Köln ima več muzejev. Slavni Rimsko-germanski muzej umetnosti in arhitekture iz oddaljene mestne preteklosti. Muzej Ludwig ena najpomembnejših zbirk sodobne umetnosti v Evropi, vključno z zbirko Picassa, ki tekmuje le z muzeji v Barceloni in Parizu. Muzej Schnütgen verske umetnosti se deloma nahaja v sv. Ceciliji, eni od dvanajstih romanskih cerkva. Več umetnostnih galerij v Kölnu uživa svetovni sloves, kot npr. Galerie Karsten Greve, ena izmed vodilnih galerij za povojno in sodobno umetnost.
V mestu deluje več orkestrov, med njimi Gürzenich Orchestra in WDR Simfonični orkester Köln, oba v stavbi Kölnske filharmonije. Drugi orkestri so še Musica Antiqua Köln in WDR Rundfunkorchester Köln, kot tudi Opera in več zborov, vključno z WDR Rundfunkchor Köln.
Velik letni literarni festival Lit. Köln ima regionalnih in mednarodnih avtorjev. Glavni literarni lik povezan s Kölnom je pisatelj Heinrich Böll, dobitnik Nobelove nagrade za književnost.
Köln je znan po pivu imenovanem Kölsch. Kölsch je tudi ime lokalnem narečju. To je privedlo do šale da je Kölsch edini jezik, ki lahko pije.
Köln je znan tudi po kolonjski vodi (Kölnisch Wasser), parfumu, ki ga je ustvaril Italijan Johann Maria Farina na začetku 18. stoletja. V 18. stoletju je ta parfum postal tako priljubljen, da so ga izvažali po vsej Evropi in Farina je postalo ime Eau de Cologne. Leta 1803 je Wilhelm Mühlens sklenil pogodbo z nepovezano osebo iz Italije z imenom Carlo Francesco Farina, ki mu je podelil pravico do uporabe svojega priimka in Mühlens je odprl majhno tovarno v Glockengasse v Kölnu. V kasnejših letih in po raznih sodnih bitkah, je bil njegov vnuk Ferdinand Mühlens prisiljen opustiti ime Farina za podjetja in njihove izdelke. Odločil se je za uporabo hišne številke tovarno na Glockengasse v času francoske okupacije v začetku 19. stoletja, 4711. Danes se originalna Eau de Cologne še vedno proizvaja v Kölnu, tako družina Farina, ki je trenutno v osmi generaciji in Maurer & Wirtz, ki je kupil blagovno znamko 4711 leta 2006

### Muzeji
- Farina Fragrance muzej - rojstni kraj kolonjske vode
- Rimsko-germanski muzej - rimska in germanska kultura
- Wallraf-Richartz muzej - Evropsko slikarstvo od 13. do začetka 20. stoletja
- Muzej Ludwig - sodobna umetnost
- Muzej Schnütgen - srednjeveška umetnost
- Museum für Angewandte Kunst - uporabna umetnost
- Kolumba Kunstmuseum des Erzbistums Köln (muzej umetnosti v nadškofiji Köln) - Muzej moderne umetnosti zgrajen okoli srednjeveških ruševin, končan 2007
- Stolnična zakladnica ("Domschatzkammer") - zgodovinski podzemni oboki stolnice
- EL-DE Haus, - nekdanji lokalni sedež gestapa urejen v muzej, ki dokazuje nacistično vladavino v Kölnu s posebnim poudarkom na preganjanju političnih disidentov in manjšin
- Nemški športni in olimpijski muzej - razstave o športu od antike do danes
- Imhoffov Schokoladenmuseum – muzej čokolade
- Geomuseum Univerze v Kölnu - razstava vključuje fosile (kot so kosti dinozavrov in okostja Eryopsa), kamne in minerale
- Forum za internetno tehnologijo v sodobni umetnosti - zbirke internetne umetnosti, del podjetij  (NewMediaArtProjectNetwork): eksperimentalna platforma za umetnost in nove medije
- Flora in botanični vrt Köln, formalno mestni park in glavni botanični vrt
- Forstbotanischer Garten Köln, arboretum in gozdni botanični vrt

## Izobraževanje
Köln je sedež številnih univerz in visokih šol in gostitelj okoli 72.000 študentov. Najstarejša univerza je Univerza v Kölnu (prvič ustanovljena leta 1388), je največja univerza v Nemčiji, kot je Kölnska Univerza uporabnih znanosti največja univerza uporabnih znanosti v državi. Univerza za glasbo in ples je največji konservatorij v Evropi. 

## Nekateri pomembni meščani
- Konrad Adenauer (1876-1967), politik, župan Kölna (1917-1933, 1945) in prvi West nemška zvezna kanclerka
- Heinrich Cornelius Agrippa (1486-1535), alkimist, okultist in avtor treh knjig okultne filozofije
- Agripina mlajši (15-59), Roman Cesarica (žena cesarja Klavdija) in mati cesarja Nerona
- Heinrich Böll (1917-1985), nemški pisatelj in dobitnik Nobelovo nagrado za literaturo leta 1972
- Max Bruch (1838–1920) skladatelj
- Max Ernst (1891–1976), nemški slikar
- Jacques Offenbach (1819–80), v Nemčiji rojeni francoski skladatelj

## Partnerska mesta
Köln je eno od šestih evropskih mestih, ki so prvič začeli s partnerstvom leta 1958. To se je začelo takoj po ustanovitvi EGS, in naj bi poudarilo evropsko solidarnost. Leta 1993 je nastalo partnerstvo med sodelujočimi mesti Köln, Torino, Liège, a Esch-sur-Alzette, Rotterdam in Lille. 
| - Liverpool (Združeno kraljestvo), od 1952 - Esch an der Alzette (Luksemburg), od 1958 - Lille (Francija), od 1958 - Liège (Belgija), od 1958 - Rotterdam (Nizozemska), od 1958 - Torino (Italija), od 1958 - Kjoto (Japonska), od 1963 - Tunis (Tunizija), od 1964 - Turku (Finska), od 1967 - Bezirk Neukölln, Berlin (Nemčija), od 1967 - Cluj Napoca (Romunija), od 1976 - Tel Aviv (Izrael), od 1979 | - Barcelona (Španija), od 1984 - Peking (Kitajska), od 1987 - Solun (Grčija), od 1988 - Cork (Irska), od 1988 - Corinto/El Realejo (Nikaragva), od 1988 - Indianapolis (ZDA), od 1988 - Volgograd (Rusija), od 1988 - Bezirk Treptow-Köpenick, Berlin (Nemčija), od 1990 - Katovice (Poljska), od 1991 - Betlehem (Palestina), od 1996 - Carigrad (Turčija), od 1997 - Rio de Janeiro (Brazilija), od 2011 |

## Asteroid
Odkrili leta 2009 asteroida (243440) Colonia je dobil ime po rimskem nazivu mesta.